# Ljubljana
Ljubljana (IPA: [ljuˈbljàːna], németül: Laibach IPA: [ˈlae̯bax], olaszul: Lubiana IPA: [lubˈjaːna] vendül: Lüblana IPA: [lybˈlaːna]) 1991. június 25. óta a Szlovén Köztársaság fővárosa, egyben az azonos nevű alapfokú közigazgatási egység, azaz városi község (mestna občina) székhelye is. Ez Szlovénia földrajzi, kulturális, tudományos, gazdasági, politikai és közigazgatási központja. A Ljubljanai főegyházmegye érseki székvárosa. Ljubljanát történelme során számos kultúra befolyásolta, mivel a magyar, germán, latin és szláv népek, nyelveik, szokásaik és hagyományaik kereszteződésében helyezkedik el. A város területe 164 km2, 2019-ben pedig 293.000 lakosal rendelkezett. A városközponton keresztül folyik el a Ljubljanica.
A közlekedési kapcsolatok, az ipari sűrűség, a tudományos és kutatóintézetek mind hozzájárultak Ljubljana vezető gazdasági pozíciójához. Ljubljana a központi kormány, a közigazgatás és az összes szlovén minisztérium székhelye. Itt található a szlovén nemzetgyűlés, a szlovén kormány és a szlovén elnök, a legnagyobb egyetem, a Nemzeti Múzeum, a Néprajzi Múzeum, a Szlovén Nemzeti Galéria, a Modern Művészetek Múzeuma és a Szlovén Tudományos és Művészeti Akadémia.
Az ókorban a római Emona város állt a mai város helyén. Ljubljana nevét először a 12. század első felében említik. A középkortól egészen az Osztrák-Magyar Monarchia 1918-as felbomlásáig a Habsburg Birodalom része volt, majd később a Szerb-Horvát-Szlovén Királyság része lett. A második világháború után Ljubljana a Szlovén Szocialista Köztársaság fővárosa lett, amely a Jugoszláv Szocialista Szövetségi Köztársaság része lett. Ezt a státuszt 1991-ig tartotta fenn, amikor Szlovénia függetlenné vált, és Ljubljana az újonnan alakult állam fővárosa lett.

## Nevének eredete
Ljubljana nevét a népi etimológia és erre alapozva jó néhány hajdani szlovén irodalmár (mint Anton Tomaž Linhart) is a ljubiti (szeretni) vagy ljubezen (szerelem) szavakra vezeti vissza, ezért még külföldi körökben sem ritka, hogy Ljubljanát Párizs után a szerelem városá-nak nevezik.
A tudományos körök azonban elvetik ezt a lehetőséget, azonban részükről is számos hipotézis született arról, hogy mi lehet Ljubljana nevének eredete. Az egyik legrégebbi magyarázat, hogy egy szubsztrátumból, a leubgh-ből eredne a név, amelynek jelentése koponya és azt a hegyet jelöli, amin a ljubljanai vár is áll.
Silvo Torkar és Marko Snoj szlovén nyelvészek úgy vélik, hogy egy ősi szláv személynévből, a Ljubovid-ból származik Ljubljana neve; a város elődjének számító település alapítóját vagy vezetőjét hívhatták így.
Egy másik lehetséges magyarázat, hogy a mélység egyik szláv megfelelője, a glubljina (mélység) volna Ljubljana nevének gyökere, amely utalhat a Ljubljanai medencére, mint mélyebben fekvő területre.[forrás?]
A magyar Földrajzi nevek etimológiai szótára szerint a város neve összefüggésben áll az ott keresztülfolyó Ljubljanica folyóval, valamint a város és a vízfolyás német nevével (Laibach). Ezek minden bizonnyal pregermán és preszláv gyökerekből erednek, azonban a további részletek tisztázatlanok. A szláv szófejtések nem meggyőzőek.

## Fekvése
A 2017-ben mintegy 280 ezer lakosú város 298 m tengerszint feletti magasságban, Szlovénia földrajzi középpontjában, 163,8 km²-en fekszik a Szávába ömlő Ljubljanica folyó két partján. A Ljubljanai-medence (Ljubljanska kotlina) két tájegysége a Ljubljanai-lapály (Ljubljansko barje) és délkelet felől a részben lecsapolt Ljubljanai-mocsárvidék. A folyó jobb partján a régi városrészek terülnek el, bal partján az új negyedek. Az óváros a Ljubljanica hurokján fekszik, a Várhegy körül. A hajózás megkönnyítése érdekében ezt a hurkot 1750-ben a Gruber-csatorna (Gruberjev prekop) vágta le.
Dél felé a Ljubljanai-medence nyitott, északra a Karavankák és a Kamniki-Alpok zárják le, amelyek tiszta időben jól látszanak a városból.

## Közigazgatási beosztás
A város közigazgatásilag 17 kerületre oszlik: Bežigrad, Center, Črnuče, Dravlje, Fužine, Goloves, Moste, Polje, Rožnik, Rudnik, Sostro, Šentvid, Šiška, Šmarna gora, Trnovo, Vič.

## Éghajlata

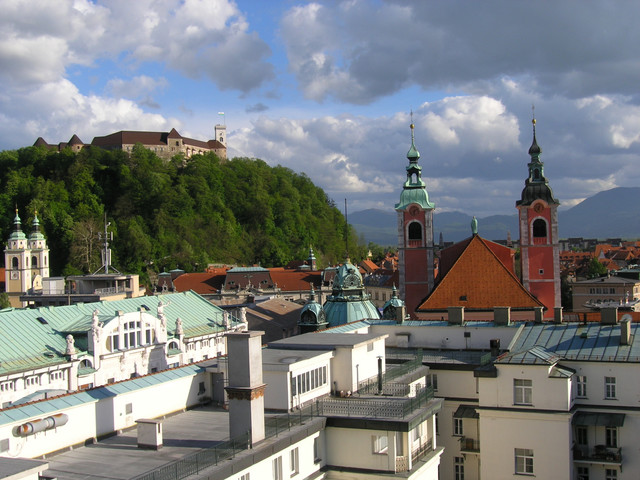
A belváros tetői, háttérben a várral

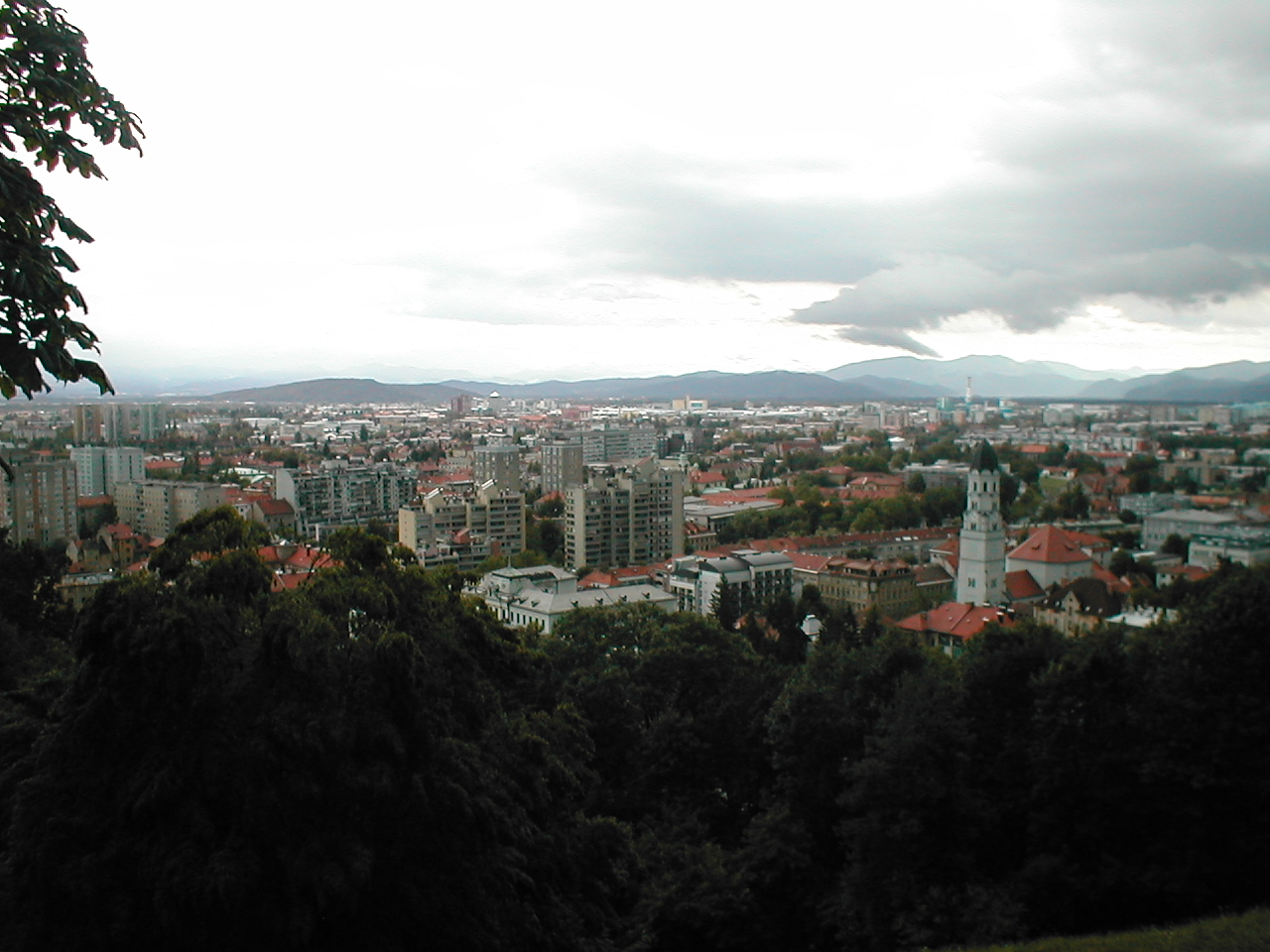
Panoráma a várból

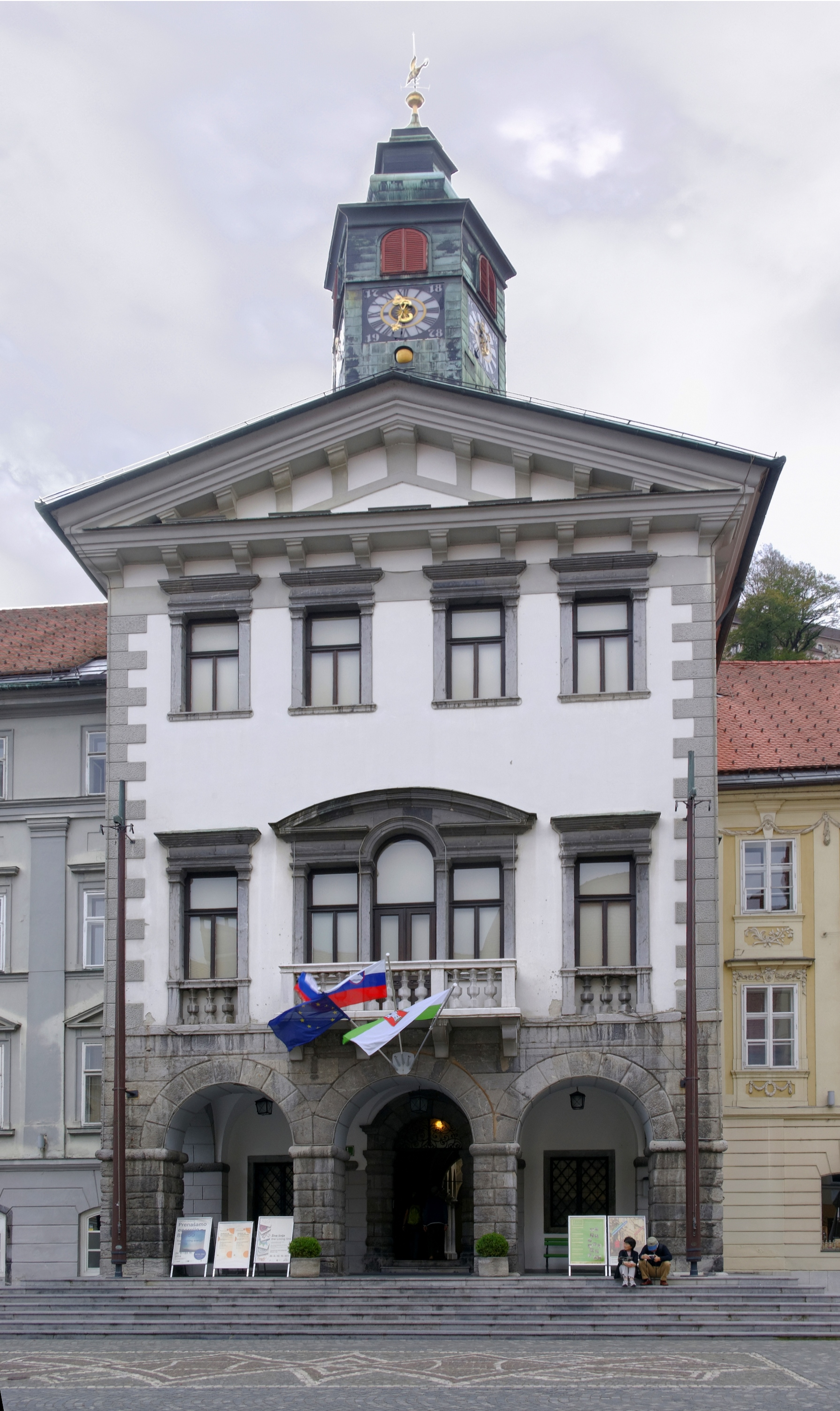
A városháza

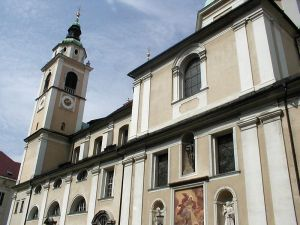
Dóm

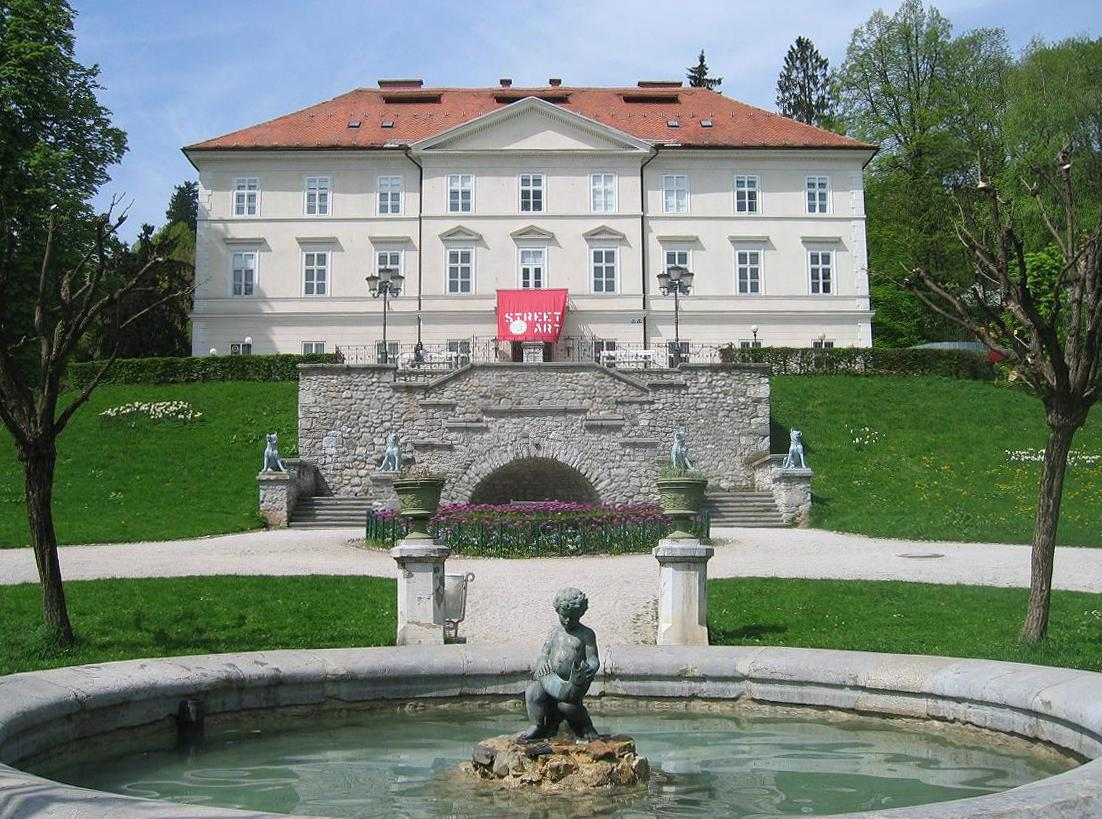
Tivoli-kastély

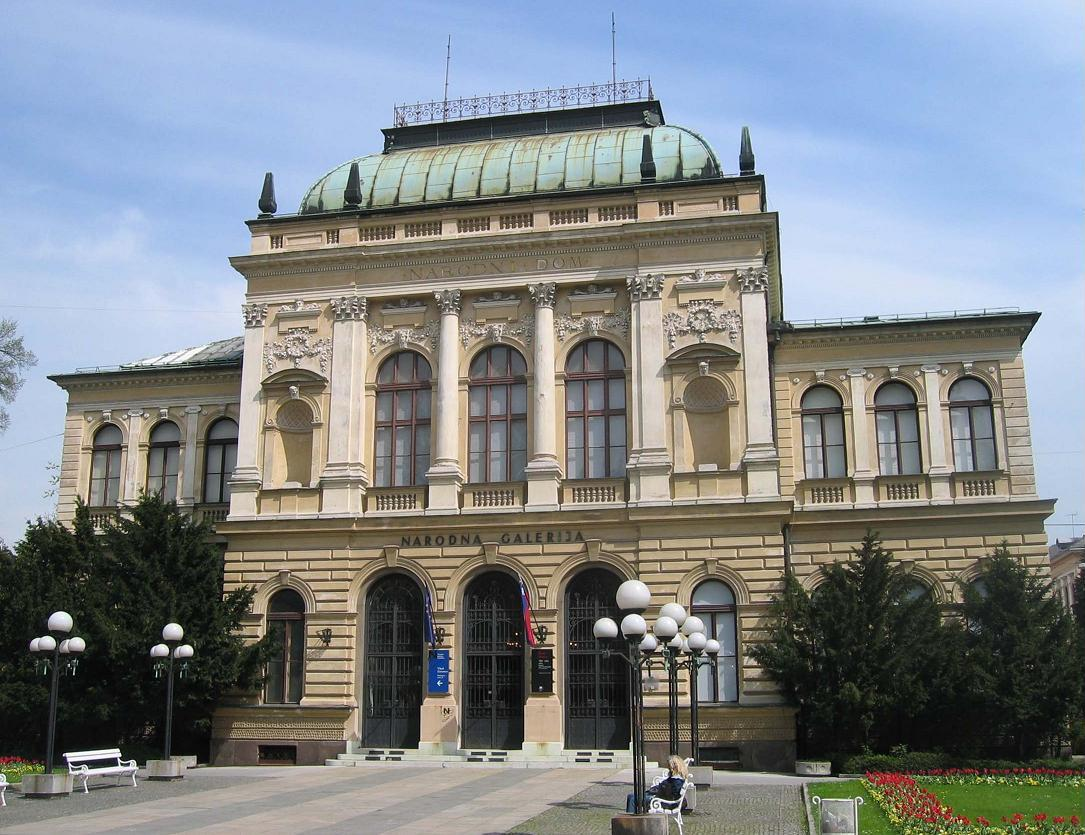
Nemzeti Galéria

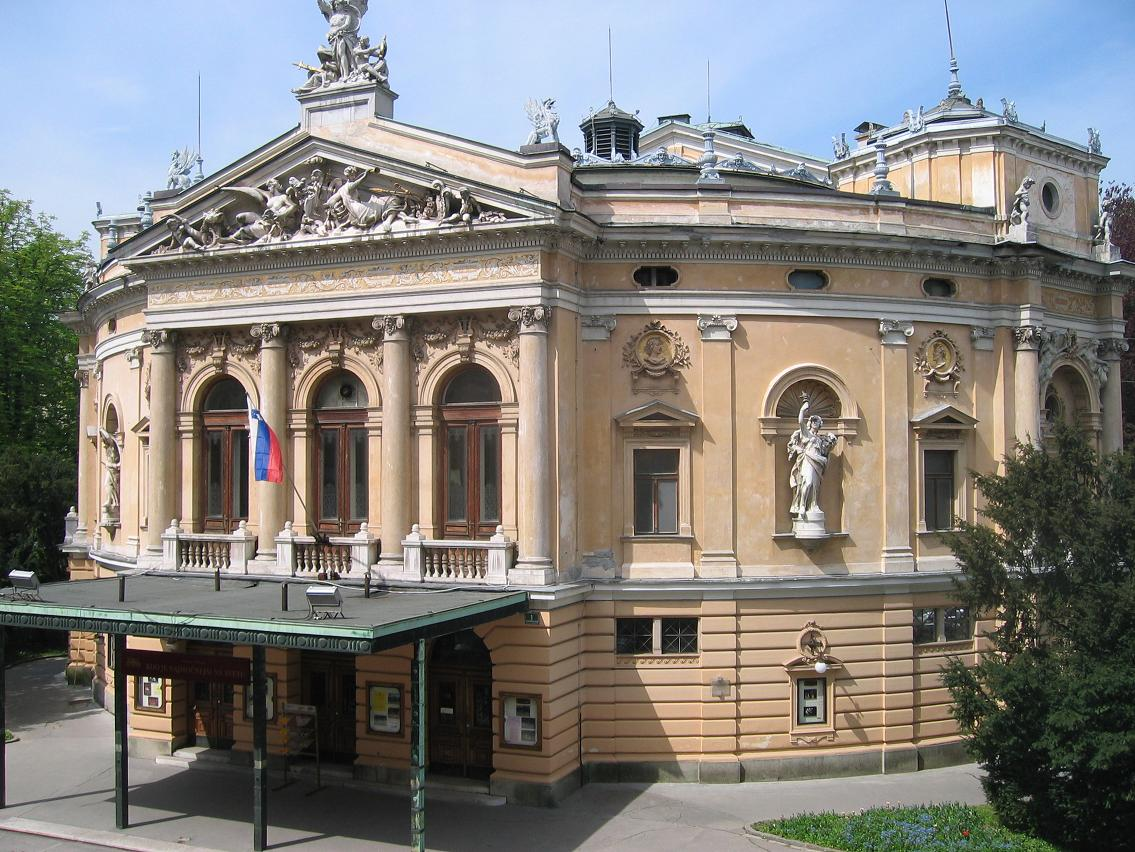
Operaház

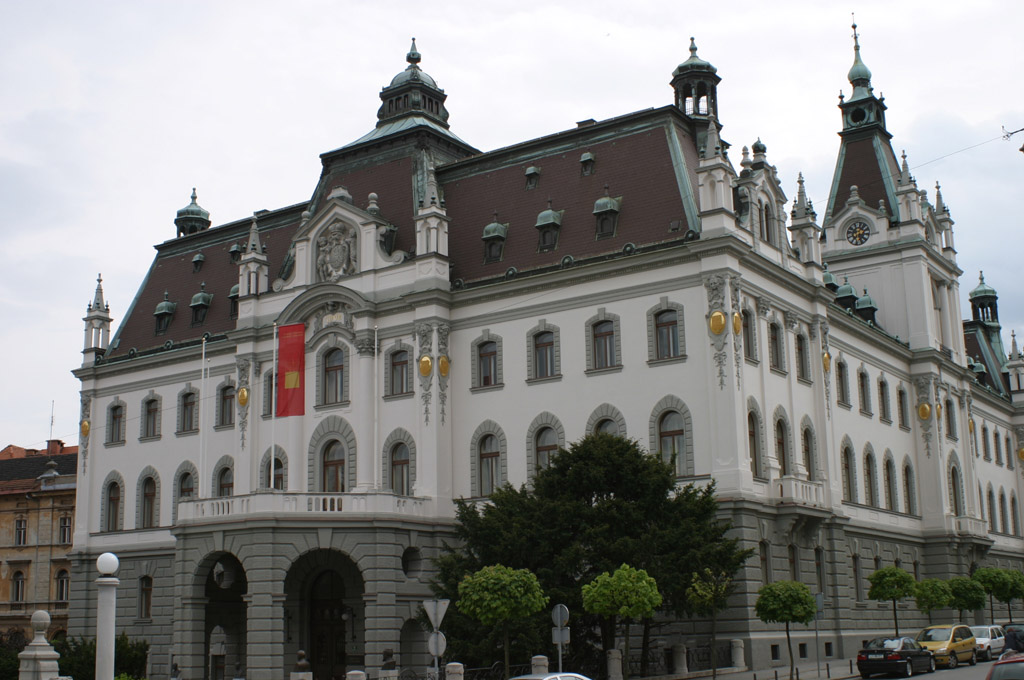
A Ljubljanai Egyetem

| Hónap                                        | Jan.  | Feb.  | Már.  | Ápr. | Máj. | Jún. | Júl. | Aug. | Szep. | Okt. | Nov.  | Dec.  | Év    |
| -------------------------------------------- | ----- | ----- | ----- | ---- | ---- | ---- | ---- | ---- | ----- | ---- | ----- | ----- | ----- |
| Rekord max. hőmérséklet (°C)                 | 14,8  | 19,7  | 24,6  | 27,8 | 32,4 | 35,6 | 37,6 | 36,5 | 31,3  | 26,5 | 20,3  | 16,7  | 37,6  |
| Átlagos max. hőmérséklet (°C)                | 3,0   | 6,2   | 11,2  | 15,4 | 20,8 | 23,9 | 26,5 | 26,1 | 21,5  | 15,3 | 7,9   | 3,4   | 15,2  |
| Átlaghőmérséklet (°C)                        | −0,1  | 1,8   | 6,1   | 10,0 | 15,0 | 18,1 | 20,4 | 19,8 | 15,5  | 10,3 | 4,5   | 0,7   | 10,2  |
| Átlagos min. hőmérséklet (°C)                | −2,7  | −1,9  | 1,4   | 4,9  | 9,4  | 12,7 | 14,6 | 14,4 | 11,0  | 6,7  | 1,7   | −1,7  | 5,9   |
| Rekord min. hőmérséklet (°C)                 | −20,3 | −23,3 | −14,6 | −3,3 | −1,2 | 2,9  | 7,4  | 5,8  | −0,6  | −5,4 | −14,5 | −16,0 | −23,3 |
| Átl. csapadékmennyiség (mm)                  | 71    | 71    | 87    | 103  | 113  | 154  | 117  | 134  | 131   | 147  | 137   | 103   | 1368  |
| Havi napsütéses órák száma                   | 57    | 99    | 140   | 166  | 218  | 226  | 267  | 245  | 169   | 110  | 56    | 45    | 1798  |
| Forrás: Slovenian Enivironment Agency (ARSO) |       |       |       |      |      |      |      |      |       |      |       |       |       |

## Története
- A monda szerint az aranygyapjút megszerző és hazafelé tartó argonauták vezetője: Iaszón görög királyfi legyőzte az itteni tóban tanyázó sárkányt, később a sárkány vált a város jelképévé.
- Az itteni mocsarakban találták meg a világ legrégebbi (Kr. e. IV. évezred) kerékmaradványát.
- Kr. e. 2000 körül bronzkori népesség élt itt: cölöpépítményes településekre utaló nyomokat találtak a mai város területén.
- A Kr. e. I. évezredben venétek, illírek, illír-kelta japodok, majd a Kr. e. III. században kelta tauriszkuszok éltek a vidékén.
- Augustus császár idején nyomultak be ide a római légiók, és Kr. u. 15–ben alapították meg azt az Emona (Colonia Emona (Aemona) Iulia tribu Claudia) nevű római települést, ami eleinte Pannónia provinciához tartozott. Celea (Celje), Poetovio (Ptuj) és Savaria (Szombathely) érintésével erre haladt a borostyánút. A falakkal megerősített városban 5-6000 ember élt. Saját istennőjük is volt: Equrna, de a kereszténység is korán gyökeret eresztett.
- A várost 452-ben az Attila király vezetésével Aquileia felé induló hun seregek pusztították el.
- A szláv népek a VI. században érkeztek a területre; a vidéket szlovén törzsek vették birtokba. Egyre növekvő település alakult ki a Vár-hegy és a Ljubljanica folyó között. Lakói eleinte avar, majd a IX. századtól Keleti Frank Királyság uralma alatt éltek, a X. század első felében pedig gyakran találkozhattak az Itália felé tartó kalandozó magyarokkal.
- A Német-római Birodalomhoz tartozó települést írásos dokumentumok először 1144-ben említik. A Spanheimerek emelték városi rangra 1220-ban, sőt a várban saját pénzt is verettek. A városlakók élete három tér köré szerveződött: a Régi téren a céhekbe szerveződő kézművesek éltek, a Városi tér iskolai és egyházi központ volt, az Új téren a nemesek házai sorakoztak. A várost fal vette körül, a folyópartokat pedig már két híd kötötte össze. A város az 1335-ben Habsburg uralom alá kerülő Krajna tartomány székhelyévé vált. Sorra alakultak a kolostorok, az Itália felé tartó Łokietek Erzsébet magyar anyakirályné pedig polgári kórházat alapított. Fia, Nagy Lajos nápolyi hadjáratai során jár erre.
- 1461-ben vált a város a Ljubljanai (fő)egyházmegye püspöki, (1968-ban érseki) székhelyévé, majd felépült az első városháza is. Ez a század Ljubljana kulturális fellendülésének kora, bár ezt beárnyékolta a török veszedelem és a feudális pártharcok (Cillei Ulrik például sikertelenül ostromolta a várost).
- 1511-ben földrengés döntötte romba Ljubljanát, de utána reneszánsz stílusban újjáépült. 1538–43 között a ljubljanai várból irányította egész Krajnát Jurisics Miklós. A városban már kb. 5000 ember élt, 70%-uknak szlovén volt az anyanyelve. Így válhatott a szlovén reformáció központjává: élt itt Primož Trubar és Jurij Dalmatin is. 1597-ben aztán megjöttek a jezsuiták, velük pedig az ellenreformáció és a barokk.
- A XVIII. században Ljubljana túlnőtt a korábbi városfalakon, és átterjeszkedett a folyó bal partjára is. Az egykori falakat lebontották, és Francesco Robba irányításával barokk épületek sorát emelték.
- 1809–1813-ban rövid ideig Napóleon uralma alatt állt, és az ún. Illír tartományok fővárosa volt (Laybach néven). A franciák uralma idején a szlovén az iskolákban is tanított hivatalos nyelv lett, ami elősegítette a nemzeti öntudat kialakulását. Ennek volt úttörője a Ljubljanában élő, a szlovén himnusz szövegét is író France Prešeren. 1813-ban Ausztria visszafoglalta, 1815-ben a bécsi kongresszus hivatalosan is a Habsburg Birodalomnak ítélte, így lett Illír Királyság. 1821-ben itt ült össze a forradalomellenes Szent Szövetség ún. laibachi kongresszusa.
- 1846-tól kezdve kiépült a Bécs–Trieszt vasútvonal, három év múlva pedig már begördült az első bécsi vonat Ljubljanába.
- 1849. május 5. és július 23. között a várban tartották fogva Batthyány Lajost, az első magyar miniszterelnököt.
- 1895-ben húsvét napján földrengés rázta meg, s a katasztrófa után a várost immár historizáló, eklektikus és szecessziós stílusban kellett újjáépíteni. Ez adott lendületet Ljubljana újabb fejlődésének és modernizálódásának.
- 1918. október 28-án kikiáltották a délszláv államot, mire a maradék magyar csapatok október 31-én rendezetten elhagyták a várost.[8]
- 1909. szeptember 6-án indult meg a villamos közlekedés egészen 1958. december 20-ig. A kezdeti 3 vonal 1931-1940. között 4 vonalra bővült. A második világháború után a forgalom csökkent, majd trolibusz is létesült ezért a villamos hamarosan megszűnt. A járművek Eszékre és Szabadkára kerültek.
- A két világháború között Ljubljana a Szerb-Horvát-Szlovén Királyság (később Jugoszláv Királyság) szlovén részének székhelye volt, egyetem, nemzeti galéria és akadémia jött létre ekkoriban. A város ekkori épületei Jože Plečnik félreismerhetetlen keze nyomát viselik magukon.
- A második világháborúban 1941–43 között olasz, majd német megszállás alatt állt. A várost az ellenállás erősödése miatt a megszállók 30 km hosszú szögesdrótkerítéssel vették körül.
- A háború után Ljubljana a titói Jugoszlávia szlovén tagköztársaságának fővárosa lett, és gyors gazdasági fejlődésen ment keresztül.
- 1991 óta a város a független Szlovénia fővárosa.

## Látnivalói
Óvárosa műemlékvédelem alatt áll:
- Ljubljanai vár (Ljubljanski grad): az óváros fölé magasodó építményt 1144-ben említik először, 15-16. századi épületrészei a gót kapu és kápolna. A középkorban a Spanheimer család tulajdona. 1967-ben restaurálták.
- Prešeren tér (Prešernov trg)
  - Ferences templom (Cerkev Cerkev Marijinega Oznanjena)
- Három híd (Tromostovje), Jože Plečnik alkotása, 1931
- Vásárcsarnok (Tržnica), Jože Plečnik alkotása, 1939–1940
- Szent Miklós-katedrális (Stolna Cerkev Sv. Nikolaja) vagy Dóm (Stolnica) a római jezsuita, Andrea Pozzo tervei szerint, 1701–1708
- Sárkány híd (Zmajski most)
- Városháza (Mestna Hisa Ali Rotovž), Gregor Maček tervei alapján, 1718
- Szent Jakab-templom (Cerkev Sv. Jakoba), 1613–1616
- Cipész híd (Cevljarski most): Jože Plečnik által tervezett híd, 1931
- Auersperg palota (Turjaška Palaca), barokk épület, 1654–1658
- Római fal (Rimski zid), Augustus császár által építtetett fal maradványa
- Szentháromság templom (Cerkev Svete Trojice, Uršulinska), Francesco Robba tervei alapján, 1693
- Žale temető, Jože Plečnik
- Tivoli kastély és park (Tivolski grad)

2021 óta Jože Plečnik ljubljanai művei közül hét épület és híd a világörökség részét képezi.

### Ljubljana építészei
- 18. század (barokk): Gregor Maček (1682–1745), Candido Zulliani (1712–1769), Matija Persky (1681–1761), Lovrenc Prager (1720–1791), Gabriel Gruber (1740–1805)
- 19. század: Ignacij Prager (1762–1830), Jožef Schemerl, Vilijem Treo (1845–1926), Raimund Jeblinger (1853–1937), Vladimir Hrasky (1857–1939), Ciril Metod Koch (1867-1925)
- 20. század: Maks Fabiani (1865–1962), Jože Plečnik (1872–1957), Josip Costaperaria (1876–1951), Ivan Vurnik (1884–1971), Vladimir Šubic (1894–1946), Jože Sivec (1896–1974), France Tomažič (1899–1971), Stanko Rohrman (1899–1973), Ivo Spinčič (1903–1985)

## Kultúra
Ljubljana a szlovénok kulturális központja.

### Tudomány, oktatás
- Szlovén Művészeti és Tudományos Akadémia (Slovenska Akademija Znanosti in Umetnosti)
- Ljubljanai Egyetem, alapítása 1919, ma 50 000 diák tanul itt.
- Szlovén Filharmónia (Slovenska Filharmonija), alapítása 1701, mai épülete 1891

### Kulturális intézmények

#### Múzeumok
- Nemzeti Galéria (Narodna Galerija)
- Modern Művészeti Múzeum (Moderna Galerija)
- Szlovénia Nemzeti Múzeuma (Narodni Muzej Slovenije)
- Szlovén Etnográfiai Múzeum (Slovenski Etnografski Muzej)
- Modern Történeti Múzeum (Muzej Novejše Zgodovine)

#### Egyéb intézmények
- Nemzeti Operaház (SNG Opera), épülete neoreneszánsz, 1882
- Nemzeti és Egyetemi Könyvtár (Narodna in Univerzitetna Knjižnica, rövidítve: NUK), Jože Plečnik műve, 1935-40
- Kulturális és Kongresszusi Központ (Cankarjev Dom, Kulturni in Kongresni Center)
- Vásárközpont (Gospodarsko Razstavišče)

### Rendezvények
- Ljubljanai Fesztivál
- Ljubljanai Nemzetközi Vásár

## Híres emberek
- Alexander von Auersperg gróf, osztrák költő és politikus
- Anton Azbé szlovén származású osztrák festő
- Eduard Baar-Baarenfels osztrák politikus
- Andrej Bajuk szlovén politikus
- Brigita Bukovec szlovén könnyűatléta, olimpikon
- Philipp von Cobenzl osztrák politikus
- Csanádi György magyar közlekedésmérnök, közlekedésügyi miniszter (itt született)
- Jernej Damjan szlovén síugró
- Andrej Hauptman kerékpározó
- Urška Hrovat szlovén sífutónő
- Martin Hvastija kerékpározó
- Edvard Kardelj jugoszláv politikus
- Zoran Klemenčič kerékpározó
- Lovrenc Košir, a bélyeg feltalálója
- Marijan Lipovšek zeneszerző
- Janez Baptist Novak zeneszerző
- Jože Plečnik építész (a város sok épületét ő tervezte illetve átépíttette – pl. a Sárkány híd, Országos és Városi Könyvtár –, általában klasszicista stílusban)
- Fritz Pregl osztrák kémikus
- Franc Kardinal Rodé,
- Veronika Šarec szlovén sífutó
- Georg von Slatkonia, Bécs katolikus püspöke
- Mateja Svet szlovén sífutó
- Johann Weichard von Valvasor szlovén történész
- Milan Vidmar sakknagymester, elektrotechnikus
- Paul Wiener teológus, Erdély első evangélikus püspöke (1553-54)
- Slavoj Žižek pszichoanalitikus, filozófus

## Testvérvárosok
- Chemnitz, 1966
- Wiesbaden, 1977
- Leverkusen, 1979
- Zágráb, 2001
- Tbiliszi
- Athén
- Szarajevó
- Fiume, Horvátország[10]